# Digitale televisie
Traditioneel werd er in de hele wereld gebruikgemaakt van analoge televisie en radio. Er bestaan voor analoge televisie veertien verschillende standaarden (zwart-wit), die voor kleurentelevisie zijn aangevuld met PAL, NTSC of Secam. Sinds begin jaren 90 is digitale televisie en radio aan een opmars bezig.

Digitale televisie per land, ingedeeld naar uitzendstandaard

## Geschiedenis
Bij digitale televisie wordt in Europa gebruikgemaakt van de DVB-standaard. Andere werelddelen hanteren soms andere standaarden. Voordelen van digitale televisie zijn de mogelijkheid van een betere beeld- en geluidskwaliteit en de mogelijkheid tot compressie van het signaal. Hierdoor wordt het mogelijk om zes tot acht keer meer televisiekanalen uit te zenden in dezelfde bandbreedte.
Een bijzondere vorm van digitale televisie is hdtv, dit is televisie met een hogere resolutie.
In studio's en voor het transport van videosignalen tussen televisiestations onderling wordt thans uitsluitend digitaal gewerkt. Hierbij wordt meestal gebruikgemaakt van een seriële digitale interface (SDI) gebaseerd op de ITU-aanbeveling 601. Bij beperkte bandbreedte - zoals via satelliet of via radiogolven - wordt er meestal gekozen om te coderen naar MPEG-formaat en dit te transporteren via SDH, DVB of IP.

## Radio
Via een digitaal televisiekanaal worden ook radioprogramma's uitgezonden.
Dat betekent dat er geen aparte radio-ontvanger meer nodig is: een settopbox voor televisie is ook geschikt voor radio.
Vaak wordt daarbij het televisietoestel gebruikt om een radioprogramma weer te geven.
Dat heeft enkele nadelen:
- De geluidskwaliteit is minder dan met een aparte versterker en luidsprekers mogelijk is.
- Het stroomverbruik is hoger.

Om het eerste nadeel te verhelpen kan men een versterker en luidsprekers op de tv aansluiten.
Dat resulteert bij televisieontvangst meestal in een betere geluidskwaliteit.
Het televisietoestel kan vaak niet gemist worden, doordat het nodig is voor de initiële instellingen of om zenders te kiezen.

## Voordelen

### Betere beeldresolutie
Op een analoog televisietoestel wordt het beeld lijn voor lijn weergegeven, waarbij het televisiebeeld in twee delen wordt overgestuurd en ververst: eerst komen de even lijnen binnen en dan de oneven lijnen (interlacing). Daarbij moeten de beelden worden aangevuld met het geluidssignaal dat apart wordt uitgezonden. Het analoge signaal wordt gemakkelijk vervuild met ruis, waardoor het beeld minder scherp wordt. Het gevolg van dit alles is dat het televisiebeeld soms niet helemaal scherp is en af en toe flikkert. Ook de beperkte resolutie van analoge televisie is een nadeel. Afhankelijk van het systeem (B en D in het grootste deel van Europa en M in Amerika en Japan) zijn er 625 respectievelijk 525 beeldlijnen beschikbaar. De "slechtste" computermonitor heeft een hogere resolutie dan de beste (analoge) televisie. Echter, aangezien men werkt met bewegende beelden, en omdat men op relatief grote afstand van een televisie zit, is dit niet zo erg als het lijkt.
Bij DVB is de resolutie "vrij" instelbaar. Er zijn wel voorwaarden: voor PAL-uitzendingen moet de verticale resolutie 576 pixels bedragen. De horizontale resolutie is maximaal 720 pixels en moet deelbaar zijn door 16 vanwege de MPEG-compressie. De Nederlandse en Vlaamse zenders gebruiken een horizontale resolutie van 704 pixels voor hun satellietuitzendingen. De gebruikte horizontale resolutie heeft geen invloed op de verhouding van het beeld, deze blijft 4:3 of 16:9. Het voordeel van digitale televisie is dat het beeld ruisvrij is. Goede analoge PAL-ontvangers zijn verder vrij duur om in een televisietoestel te stoppen. Bijgevolg zitten er in veel televisietoestellen ontvangers die kwaliteitsverlies opleveren; bij digitale televisie is dit probleem verdwenen.
Momenteel wordt de kwaliteit van digitale televisie eerder beperkt door de digitale bandbreedte dan door de resolutie. Zo is het mogelijk een zender met de maximale 720 pixels uit te zenden maar deze weinig bandbreedte te geven. Het resultaat is een wazig, blokkerig beeld, vergelijkbaar met een plaatje met veel JPEG-compressie, ofwel compressieartefacten. Zeer diverse resoluties zijn in gebruik, zo gebruikt de BBC een horizontale resolutie van 720 pixels voor satellietuitzendingen, MTV Networks gebruikt voor de meeste Europese zenders een horizontale resolutie van 544 of 528 pixels. Sommige low-budget zenders gebruiken een horizontale resolutie van 352 pixels. Het resultaat van een lage horizontale resolutie is een waziger, door sommigen als "wolliger" omschreven, beeld. Het resultaat van te weinig bandbreedte is, ongeacht de resolutie, de genoemde compressieartefacten.
Er zijn in de DVB-standaard verschillende resoluties gedefinieerd. Naast de Europese resolutie 720x576 en de Amerikaanse resolutie 720x480 zijn er verscheidene hdtv-formaten gedefinieerd met als maximum 1920x1080.

### Andere
Omdat digitale signalen compacter kunnen worden uitgezonden dan analoge signalen, blijft er bij een gelijk aantal televisiezenders bandbreedte 'over'. Bij digitale televisie is er dus in principe de mogelijkheid om met dezelfde bandbreedte meer televisiezenders aan te bieden.
Naast televisiebeelden kan aanvullende informatie zoals teksten of hele webpagina's worden meegestuurd via het digitale signaal. De kijker kan dan bijvoorbeeld informatie krijgen over het huidige televisieprogramma, en over het komende zendschema in de vorm van een elektronische programmagids. Het is mogelijk om audio- en tekstinformatie (waaronder ondertiteling) in verschillende talen mee te sturen. Digitale televisie biedt in potentie een betere geluidskwaliteit dan bij analoge televisie mogelijk was.

## Nadelen
Voor oude televisies is een aparte digitale decoder (settopbox) nodig. De nieuwste generatie hdtv's hebben een ingebouwde (DVB-)decoder. Bij DVB is dezelfde bandbreedte beschikbaar als voor een analoog televisiesignaal. Binnen deze bandbreedte passen 6 tot 8 digitale signalen. De kwaliteit van het televisiebeeld is bij DVB afhankelijk van de gebruikte bitsnelheid. Als deze te laag is worden snel bewegende beelden minder goed weergegeven. Een provider kan dit oplossen door binnen de beschikbare bandbreedte minder signalen door te geven.
Het is met een klassieke (analoge) videorecorder niet mogelijk van een — met DVB gecodeerde — digitale zender op te nemen.
Een alternatief is door de uitgang van de settopbox naar de videorecorder te leiden, maar dan kan men niet tegelijkertijd naar een ander programma kijken.
Latere harddisk-recorderskunnen dit wel, vaak ook terwijl je naar een andere digitale zender kijkt.
De bediening is lastiger: men moet zowel de settopbox als het televisietoestel en de eventuele versterker bedienen en dat betekent dat er meerdere afstandsbedieningen nodig zijn.
Meestal heeft de settopbox een ingebouwde regeling voor de geluidssterkte en een ingebouwde teletekstdecoder, zodat het bedienen van het televisietoestel beperkt blijft tot in- en uitschakelen geluidssterkte.

## Vormen
In de studio wordt het beeld digitaal opgenomen en verwerkt. De gangbare standaard hier is ITU 601. Bij ITU 601 zijn de kleursignalen rood, groen en blauw gedigitaliseerd. Omdat er geen compressie wordt toegepast is de benodigde bandbreedte erg groot: 324 Mbit/s voor één televisiesignaal. Om dit signaal te kunnen uitzenden moet wel compressie worden toegepast. Dat gebeurt met behulp van MPEG-2 of MPEG-4.
Het aldus verkregen signaal kan op verschillende manieren worden uitgezonden:
- via de kabel met DVB-C-technologie
- via de ether met DVB-T- of DVB-H-technologie
- via de satelliet met DVB-S-technologie
- via internet (xDSL/glasvezel). Er is nog geen dominante standaard voor internettelevisie, ofwel IPTV.

## Apparatuur
Vrijwel alle televisies die in Europa worden verkocht, zijn digitale televisietoestellen. Zij beschikken over een ingebouwde ontvanger voor DVB-T. Een deel van deze toestellen kan ook DVB-C signalen ontvangen. Slechts een klein deel van deze toestellen heeft een ingebouwde ontvanger voor DVB-S. Om High Definition-televisie te kunnen ontvangen, dient de ontvanger in het televisietoestel hiervoor geschikt te zijn.
Om digitale televisie te ontvangen op een analoog televisietoestel is een settopbox nodig. De settopbox zet het digitale signaal om in een analoog signaal dat via de scart-aansluiting aan de analoge televisie wordt doorgegeven.
Een settopbox is ook nodig als het digitale televisietoestel niet beschikt over een ingebouwde ontvanger van het juiste type. Dit komt alleen voor bij kabel- en satellietontvangst. De settopbox wordt dan digitaal via een HDMI-aansluiting aangesloten.
Voor digitale televisie en radio via de ether of de satelliet dient men overigens ook nog te beschikken over een eigen (schotel)antenne.

## Versleuteling
Een traditionele draadloze uitzending kan ontvangen worden door iedereen die een ontvanger bezit en binnen bereik van de zender woont. Het is dan ook niet goed mogelijk de gebruiker voor de ontvangst te laten betalen (zie ook Omroepbijdrage).
Bij analoge ontvangst via de kabel (meestal coax) is er de mogelijkheid de gebruiker fysiek af te sluiten. Ook is het mogelijk (door een filter te plaatsen) dat een gebruiker slechts een deel van het programmapakket kan ontvangen. Nadeel van deze werkwijze is dat er werkzaamheden bij de woning nodig zijn om een abonnement te veranderen.
Bij digitale ontvangst (draadloos of satelliet, maar ook via kabel) wordt meestal gewerkt met versleuteling. In de ontvanger bevindt zich een decoder met een smartcard, dat is een chipkaart die voor het decoderen zorgt. De smartcard moet geregeld geactiveerd worden en dat gebeurt door codes die door de provider worden uitgezonden. De provider zendt codes voor alle geabonneerde smartcards uit. Betaalt een abonnee niet, dan is fysiek afsluiten niet nodig (en bij draadloze ontvangst ook niet mogelijk), maar de provider zal de activeringscode voor zijn smartcard niet meer uitzenden, waardoor de smartcard na enkele dagen dienst weigert. Op dezelfde wijze kunnen sommige abonnees een beperkt zenderpakket ontvangen.
Voor het ontvangen van versleutelde programma's beschikt elk digitaal televisietoestel met een beelddiagonaal van meer dan 30 cm over een Common Interface. In deze Common Interface kan een insteekkaart worden geplaatst, de zogenoemde Conditional access module. In de insteekkaart wordt dan weer de smartcard van de aanbieder geplaatst. Hoewel een settopbox vaak beschikt over een Common Interface, is het gebruikelijk om de Conditional access module in de settopbox in te bouwen.
Sommige aanbieders gebruiken versleuteling om hun klanten te dwingen een niet-gestandaardiseerde oplossing te gebruiken om digitaal televisie te kunnen kijken. Het is dan niet mogelijk om op een standaard digitaal televisietoestel digitale televisie te ontvangen. Voorbeelden hiervan zijn de Nederlandse kabelaanbieders Ziggo en UPC en de Belgische kabelaanbieder Telenet en xDSL-aanbieder Belgacom.

## Aanbod
Digitale televisie wordt vast aangeboden via coax- en glasvezelkabel, telefoonkabel of draadloos via bijvoorbeeld radiogolven en satellietsignalen.

### Nederland
Nederland was het tweede Europese land om de overschakeling van analoog naar digitaal te voltrekken. Dit gebeurde op 11 december 2006.
Er zijn vele verschillende aanbieders van digitale televisie, waaronder:
- Draadloos:
  - via de satelliet (DVB-S) wordt het kanaal BVN gratis aangeboden door de NPO en wordt er commercieel uitgezonden door CanalDigitaal
  - via de ether (DVB-T) wordt een basiszenderpakket free to air uitgezonden door de publieke omroep en een uitgebreid zenderpakket commercieel uitgezonden door Digitenne
  - via de mobiele telefoon (DVB-H) werd tot 1 juni 2011 commercieel uitgezonden door KPN Mobile
- Kabel:
  - Via coaxkabel (DVB-C) wordt commercieel uitgezonden door onder meer T-Mobile Nederland, Ziggo, Delta en CAIW, Kabelnoord, Stichting Kabelnet Veendam, VCK, Kabeltex, CAI Harderwijk, CAI Hendrik-Ido-Ambacht, Rekam en KPN
  - Via telefoonkabel (xDSL) wordt commercieel uitgezonden door Mine TV, Tele2Vision en anderen

### België
In België is de aanbodsituatie verschillend naargelang het gewest waarin de gemeente gelegen is.

#### Vlaams Gewest
Er bestaan verschillende aanbieders:
- Draadloos:
  - Via de satelliet (DVB-S) wordt het kanaal BVN gratis aangeboden door de VRT en wordt er commercieel aangeboden door TV Vlaanderen en TéléSAT
  - via de ether (DVB-T) Commercieel aangeboden door Antenne TV in DVB-T2
  - Via de mobiele telefoon (DVB-H) commercieel aangeboden door Mobistar
- Kabel:
  - Via de coaxkabel (DVB-C) commercieel aangeboden door Telenet Digital TV (op 1 oktober 2008 werd IN-DI van Interkabel definitief overgenomen.) en door VOO (voorheen ALE-Télédis en Brutélé) dat enkel in Voeren actief is
  - Via de telefoonkabel (xDSL) commercieel aangeboden door Proximus TV

#### Brussels Gewest
Er bestaan verschillende aanbieders:
- Draadloos:
  - Via de satelliet (DVB-S) wordt het kanaal BVN gratis aangeboden door de VRT en wordt er commercieel aangeboden door TV Vlaanderen en TéléSAT
  - via de ether (DVB-T) Commercieel aangeboden door  Antenne TV in DVB-T2 en free to air aangeboden door de RTBF
  - Via de mobiele telefoon (DVB-H) commercieel aangeboden door Mobistar
- Kabel:
  - Via de coaxkabel (DVB-C) commercieel aangeboden door Numericable (voorheen Coditel), Telenet (voorheen UPC Belgium), VOO (voorheen Brutélé) en WOLU-TV (parastatale)
  - Via de telefoonkabel (xDSL) door Proximus TV

#### Waals Gewest
Er bestaan verschillende aanbieders:
- Draadloos:
  - Via de satelliet (DVB-S) wordt het kanaal BVN gratis aangeboden door de VRT en wordt er commercieel aangeboden door TéléSAT en TV Vlaanderen
  - via de ether (DVB-T) free to air aangeboden door de RTBF
  - Via de mobiele telefoon (DVB-H) commercieel aangeboden door Mobistar
- Kabel:
  - Via de coaxkabel (DVB-C) commercieel aangeboden door VOO (voorheen ALE-Télédis en Brutélé) en AIESH (parastatale)
  - Via de telefoonkabel (xDSL) door Proximus TV

### Luxemburg
Luxemburg was het eerste Europese land om de overschakeling van analoog naar digitaal te voltrekken. Dit gebeurde op 1 september 2006.
Er bestaan verschillende aanbieders:
- Draadloos:
  - Via de satelliet (DVB-S) wordt het kanaal BVN gratis aangeboden door de Nederlandse publieke omroep en de VRT en wordt er commercieel aangeboden door TéléSAT, TV Vlaanderen
  - via de ether (DVB-T) free to air
  - Via de mobiele telefoon (DVB-H)
- Kabel:
  - Via de coaxkabel (DVB-C) commercieel aangeboden door Numericable
  - Via de telefoonkabel (xDSL)